# Quaqtaq
Quaqtaq es un pueblo esquimal en Nunavik, al norte de Quebec, Canadá. El pueblo es uno de los pueblos más septentrionales y deshabitados de Quebec, localizado en la costa este de la Bahía Diana (Tuvaaluk en lengua Inuktitut), en una pequeña península que entra en el estrecho de Hudson donde se encuentra con la Bahía de Ungava.
El nombre Quaqtaq significa tenia. Según la tradición local, el nombre deriva de un hombre que una vez llegó a la zona a cazar un beluga y halló parásitos vivos en sus heces. Sus compañeros de caza empezaron a llamar al lugar "Quaqtaq".
Al igual que otros asentamientos aislados de Canadá, a Quaqtaq no se puede llegar por carretera, en lugar de ello funciona un pequeño aeropuerto local (Aeropuerto de Quaqtaq).

## Historia
La evidencia arqueológica indica que las personas han ocupado la zona alrededor de Quaqtaq unos 3500 años. El pueblo Thule, los antepasados de los Inuit de hoy, llegaron alrededor de 1400 o 1500 AD.
En 1947, una misión católica abrió en Quaqtaq. El actual asentamiento día fue establecido después de un puesto de comercio estableció por primera vez en 1927 en Iggiajaaq, a pocos kilómetros al suroeste, fue cerrada definitivamente en 1950. Después de una epidemia de sarampión mató a 11 adultos en 1952, el gobierno de Canadá comenzó la entrega de servicios básicos a la comunidad. Una estación de enfermería, fue construido en 1963. En la década de 1960, el gobierno de Quebec abrió un tienda de ultramarinos y una oficina de correos equipado con una radio-teléfono. En 1974, la tienda se convirtió en una cooperativa y, en 1978, Quaqtaq fue legalmente establecida como una aldea del norte.